# Halechiniscus chafarinensis
Halechiniscus chafarinensis är en djurart som tillhör fylumet trögkrypare, och som beskrevs av Grimaldi de Zio och Villora Moreno 1996. Halechiniscus chafarinensis ingår i släktet Halechiniscus och familjen Halechiniscidae. Inga underarter finns listade i Catalogue of Life.